# Myscelus
Myscelus is een geslacht van vlinders van de familie van de dikkopjes (Hesperiidae), uit de onderfamilie van de Pyrrhopyginae.

## Soorten
- M. alsarius (Fabricius, 1793)
- M. amystis (Hewitson, 1867)
- M. epigona Herrich-Schäffer, 1869
- M. illustris Mabille, 1903
- M. nobilis (Cramer, 1779)
- M. orthrus Mabille
- M. phoronis (Hewitson, 1867)

### Soorten die verhuisd zijn naarAgara
- M. assaricus (Cramer, 1779)
- M. belti Godman & Salvin, 1879
- M. draudti Riley, 1926
- M. epimachia Herrich-Schäffer, 1869
- M. pardalina (Felder & Felder, 1867)
- M. pegasus Mabille, 1903
- M. santhilarius (Latrteille, 1824)